# Escatologia
|  | Aquest article tracta sobre el concepte religiós i filosòfic. Vegeu-ne altres significats a «Escatologia (fisiologia)». |

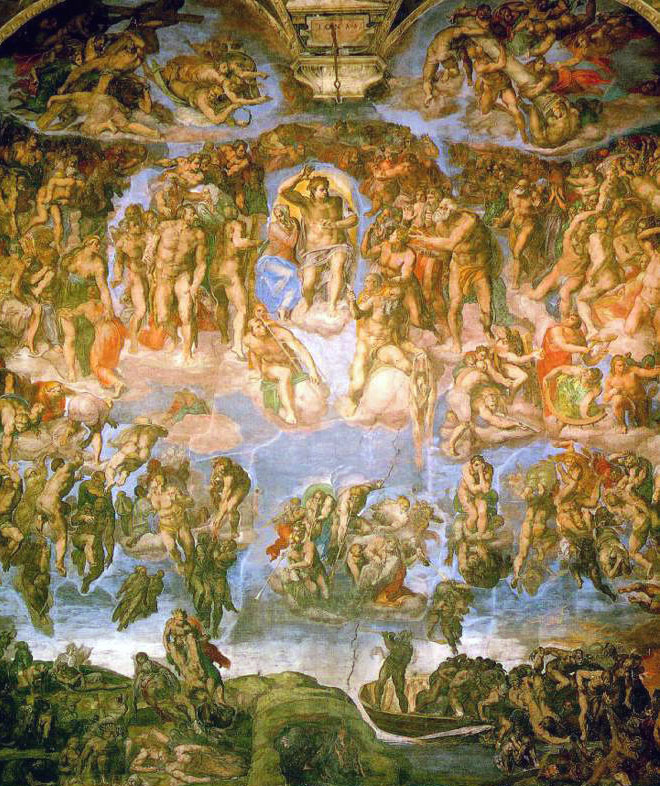
El Judici Final, fresc de Michelangelo a la Capella Sixtina

L'escatologia (del grec antic ἔσχατος darrer i λόγος paraula, estudi: 'estudi de la fi') tracta del destí del món, la vida després de la mort, el temps etern o les esperances de cada religió, és a dir, del conjunt de creences i coneixements que transcendeixen els límits temporals pròpiament humans. Cada religió té la seva pròpia visió escatològica; hi ha diverses referències escatològiques en la mitologia egípcia, grega, romana i escandinava, en les que es creu en l'existència del Judici Final, el cel i l'infern. Pel que fa a les grans religions, l'escatologia ha estat configurada entorn de la renovació miraculosa del món (zoroastrisme), del regne messiànic (judaisme), de la vinguda del regne de Déu (cristianisme) o del paradís (islam).

## Hinduisme
L'hinduisme creu en un temps cíclic i etern, per tant el món no s'acabarà mai, sinó que viurà una època especialment corrupta fins que un nou avatar retorni els homes a l'autèntic camí de virtut. A nivell individual, si la persona s'ha comportat bé pot gaudir d'un cert temps al paradís fins que es torna a reencarnar, o és castigada segons el karma. Per interrompre el cicle etern de reencarnacions, es pot cremar el cos just després de la mort.

## Zoroastrisme
Dins del món religiós del mazdeisme, Zaratustra va descriure amb gran detall l'arribada del judici final amb l'últim enfrontament entre Ahura Mazda (el Bé) i Angra Mainyu (el Mal), que portaria grans catàstrofes i acceleraria l'arribada d'un salvador, descendent del llinatge del mateix Zaratustra, qui seria l'encarregat de portar a la victòria a les forces del Bé.
En el judici final es decideix el destí de la humanitat i la reconciliació entre una part d'aquesta i (el Bé), que comporta la fi del Mal. Però no contempla la condemnació eterna dels pecadors, sinó que després d'un càstig de tres dies, les plagues del món desapareixeran entrant en un període a on no hi haurà pobresa, ni fam, ni dolor, ni odi... i la Terra esdevindrà una mena de paradís.

## Judaisme
El poble hebreu creu que la seva història ha estat dirigida pel Déu en compliment a la promesa feta a Abraham. Per mitjà de fets històrics com l'Èxode (la tornada a la Terra promesa des de l'exili d'Egipte) o la Diàspora.
Els esdeveniments de la fi del món són similars en el judaisme i el cristianisme: l'abominació del Temple de Jerusalem, la nova creació, el judici final i el govern diví, que inclou l'arribada del Messies.

## Budisme
En el budisme es creu que les ensenyances dels mestres desapareixeran 5000 anys després de la seva predicació i que la humanitat caurà en un seguit de mals que provocaran la seva destrucció fins que un nou buda anomenat Maitreya les restaurarà, començant de nou el cicle. Aquesta concepció és coherent amb el concepte de l'etern retorn oriental i amb el cicle de reencarnacions de l'ésser humà ensenyades en l'hinduisme.

## Cristianisme
Es resumeix al llibre de l'Apocalipsi que proclama al·legòricament la fi del món. La data no és clara i això ha provocat l'adveniment de diversos grups i sectes que calculen quan ha de passar i insten al penediment col·lectiu o a la mort avançada per no veure els horrors profetitzats. En aquell darrer moment tindrà lloc la parusia o segona vinguda de Jesús, on seleccionarà definitivament els que se salven per a l'eternitat (amb la resurrecció dels cossos) i els que es condemnen a l'infern. Aquesta escatologia es refereix al conjunt de les persones i conviu amb una altra individual on cadascú és jutjat al final de la vida per decidir si es mereix o no el paradís.

## Islam
L'islam predica la fi del món d'una manera molt semblant a l'Apocalipsi cristià, però amb un paper predominant dels esperits malignes Gog i Magog (com en el judaisme), que eliminaran tota l'aigua de la Terra. Llavors Jesús i el Mahdí (un guerrer sagrat de Mahoma) els combatran amb l'ajuda divina. Jesús es casarà, portarà unes dècades de pau (uns simbòlics quaranta anys) fins que mori i arribi l'autèntica fi del món. Llavors un vent enlairarà els autèntics creients per portar-los al paradís, mentre la Terra és destruïda enmig del foc.